# União Desportiva do Songo
L'União Desportiva do Songo è una società calcistica con sede a Songo in Mozambico.

## Storia
Nel 2017 vince il suo primo titolo storico di campione del Mozambico.

## Palmarès

### Competizioni nazionali
- Moçambola: 3

2017, 2018, 2022
- Taça de Moçambique: 2

2016, 2019